# Marek Siwa
Marek Siwa (ur. 17 sierpnia 1961 w Nidzicy) – polski piłkarz i trener piłkarski; młodzieżowy reprezentant Polski, wicemistrz Europy U-18 z 1980 roku.
Pierwszym klubem Siwy była lll ligowa wówczas Gwardia Szczytno, w której grał w latach 1976-1978. Następnie przeszedł do Pogoni Szczecin występując w jej barwach w I i II lidze w latach 1978-1981 oraz w Pucharze Polski – dwukrotnie zagrał w finale tych rozgrywek w latach 1981 i 1982. W latach 1981–1985 występował w II ligowej Stali Stocznia Szczecin. W czasie gry w szczecińskich drużynach rozegrał również 40 spotkań w młodzieżowych reprezentacjach Polski, zdobywając w 1980 roku srebrny medal Mistrzostw Europy juniorów z zespołem, w którym grali m.in. Dariusz Dziekanowski, Waldemar Matysik, Piotr Skrobowski i Dariusz Wdowczyk.
W 1985 roku przeniósł się do pierwszoligowej Olimpii Poznań. W Poznaniu grał do 1989 roku, następnie wyjechał na 5 lat do Niemiec. 
Od 2002 roku ponownie grał w Polsce: w Victorii 95 Przecław i Iskierce Śmierdnica (osiedle Szczecina).
Od 2007 prowadzi drużynę juniorów rocznika 1999 w klubie Pogoń Nowa w Szczecinie.